# ぼくの夏休み
『ぼくの夏休み』（ぼくのなつやすみ）は、2012年7月2日から8月31日まで東海テレビ制作によるフジテレビ系列の昼の帯ドラマ枠で放送されていた日本のテレビドラマ。副題は「和也とはる菜のタイムスリップ。」。平均視聴率4.2%。

## 概要
現代っ子で甘やかされて育った兄が、妹と共に過去へタイムスリップして過去の時代を生き抜き、更に病気になった妹のために奮闘し、精神的に逞しく成長する姿を描く。キャッチコピーは「生きなくちゃ。」。
- 平成からタイムスリップした直後の昭和19年 - 20年（1944年 - 1945年）の兄妹の姿を描いた第1部・少年編（第1話 - 第26話）と、その7年後・昭和27年（1952年）の成長した兄妹の姿を描いた第2部・青春編（第26話 - 第45話）の2部構成となる。脚本はそれぞれ樫田正剛（第1部）と武田有起（第2部）が担当する。
- 第1部・少年編で主役・青山和也を演じる綾部守人は今作が連続ドラマ初主演で、13歳8か月で同枠史上最年少主演を果たす。
  - 東海テレビ制作の昼ドラで、男優が主演の作品は2005年10月3日 - 同年12月28日放送の『緋の十字架（主演：西村和彦）』以来7年ぶりである。
  - 本作の第1話放送日時点で13歳の主演は、同枠で2010年7月5日 - 同年9月3日放送の『明日の光をつかめ（第1シリーズ）』に当時15歳で主演した広瀬アリスを下回り、過去最年少での主演となった。
- 第1部・少年編に続き、第2部・青春編では成長した主役の青山和也を井上正大、妹のはる菜を有村架純が演じた[2]。
- 本作のプロデューサー・服部宣之が、公式サイトのトップページに本作と同名のゲームソフト『ぼくのなつやすみ』をドラマ化したものでないことを明示すると同時に、「ドラマとゲーム、描く世界は違いますが、共にこの夏を盛り上げていきたいと思っております。」とのメッセージを掲載した。

## あらすじ

### 第1部・少年編（第1話 - 第26話）
両親の離婚問題のため、夏休み期間を茨城県の母の実家に預けられることになった兄の和也と妹のはる菜。祖父母の家に向かう電車内で、ある老婆が戦争のことを語り出し、逃げるように途中下車する和也とはる菜。そこにSLが現れ、和也とはる菜がそのSLに乗ると、時空を超えて太平洋戦争真っ只中の昭和19年（1944年）の日本にタイムスリップしてしまう。平和で物が溢れた平成の世の中とはまったく異なる戦時中の暮らし、上条旅館の人々や予科練生たちとの出会いと別れ、女郎部屋へ売られてしまったはる菜と和也の再会など、1年に及ぶ紆余曲折を経てついに現代へ帰るSLに乗り込もうとした時、米軍機による空襲が駅を襲う。

### 第2部・青春編（第26話 - 第45話）
時は流れ昭和27年（1952年）。和也は20歳に、はる菜は17歳に成長していた。7年前の空襲による混乱で再び離れ離れになってしまった和也とはる菜。はる菜は和也は1人現代へ戻って幸せに暮らしていると信じ、むつみとちえ子と暮らしていた。はる菜を1人残して行けなかった和也ははる菜を名乗る少女と栄次郎と一緒に、それぞれの生活を送っていた。そんな2人がお互いの正体を知らないまま運命的な再会を果たすと、実の兄妹とは知らずに男と女として互いに惹かれていく。

## キャスト

### 第1部・少年編（第1話 - 第26話）

#### 現代（平成24年）
青山和也（12） - 綾部守人
浩二と詩緒里の長男、典型的な現代っ子。
青山はる菜（9） - 二宮星
浩二と詩緒里の長女、体が弱く病気がち。
青山詩緒里 - 高岡早紀
和也とはる菜の母。
青山浩二 - 中原裕也
和也とはる菜の父。
椎名一郎
詩緒里の父、名前のみ登場。
老婆 - 森康子
謎の老婆。電車の中で和也の言葉遣いを注意し、戦争で受けた火傷の痕を見せる。

#### 過去（昭和19 - 20年）

##### 上条家
上条マツ（65） - うつみ宮土理
上条旅館女将。大五郎の母。和也に時に厳しく、親切に優しく接する。和也たちが平成からタイムスリップして来た事実を知るが、崖から転落した際に負った傷が原因で破傷風を患い、亡くなってしまう。
上条大五郎（50） - 升毅
上条旅館主人。性格は厳しく、盗みに入った和也を竹刀で叩きつけ、妻の佐代や子供達にも粗暴に振る舞う。また、金や保身の為なら、はる菜を人買いに売ったり耕作を家から追い出したりする。母のマツによると、元は穏やかな性格の機械職人だったが、父と後継者が死亡し仕方なく旅館業を継ぐも番頭に金を持ち逃げされた経緯や、戦争の影響で現在のような性格になってしまった。空襲で死亡。
上条佐代（42） - 高岡早紀（二役）
上条旅館若女将、大五郎の後妻。詩緒里と瓜二つの顔立ちをしており、思わず抱き着こうとしたはる菜を自分の子供を守るため手を上げたが、後に和解し、大五郎がはる菜を女郎部屋に売ったことを知り大五郎を厳しく非難した。はる菜を連れ戻そうとした夜、偶然はる菜達が脱走しているところを目撃するも、和也には真実を伝えていなかった。
上条耕作（25） - 崎本大海
上条家長男、大五郎と前妻の子。陸軍を負傷除隊・帰還し、戦地でのトラウマで心を病み座敷牢に閉じ込められていた。旅館の客・宮内に非国民だと密告され、一時は特高警察に逮捕されて拷問を受けるが、五十嵐和男の言葉で再起を果たし上条旅館を手伝う。
上条勇作 - 森永悠希
上条家二男、大五郎と前妻の子。和也を疎み、大五郎にはる菜を女郎部屋に売ろうと進言する。召集令状が届くと、醤油を飲んで兵役を逃れた。また、女中の文子と密かに交際している。空襲で死亡。
上条栄次郎 - 西山潤
上条家三男、佐代の連れ子。予科練に入り、特攻を志願する。
上条未来（0）
上条家長女、大五郎と佐代の子。大五郎がなかなか名前を付けないため、はる菜の提案で未来と命名されたが空襲で死亡。

##### 予科練
小野寺省吾 - 北条隆博
予科練生。栄次郎の策略で襲われそうになった和也を助けたのをきっかけに和也と親しくなる。予科練の宿舎として接収された上条旅館ではちえ子に慕われる。和也たちが平成からタイムスリップして来た事実を知るが、やがて特攻を志願して出撃し、戦死。
野上分隊長 - 熊木聡一
省吾の直属上官。大五郎に上条旅館を軍用宿舎として提供するように求める。戦況が厳しくなると予科練生の中から特攻への志願者を募る。
野々村信介 - 笠井しげ
予科練生。省吾とは同僚で友人、上条旅館では省吾と同室。省吾と共に特攻を志願して出撃する。
島田惣治 - 尾門和也
予科練生。上条旅館では省吾と同室。省吾と共に特攻を志願して出撃する。
羽生仁志 - 勇士武範
同上。
藤橋憲生 - 糟谷健二
予科練生。上条旅館では省吾と同室。特攻への恐怖から取り乱し、宿舎からの夜逃げを図る。

##### 女郎部屋
田川菊江 - 伊藤麻実子
はる菜が売られた女郎部屋の先輩女郎。世話係としてはる菜の面倒を見る。幼いはる菜に同情し、はる菜とむつみを連れて女郎部屋を脱走。1年後に上条旅館へ辿り着くが、熊本達に見つかってしまう。
枝野むつみ （8）- 小松穂葉
女郎部屋へ栃木の日光から売られてきた、はる菜より一歳年下の少女。はる菜・菊江と一緒に女郎部屋より脱走する。
丹下フサ - 上岡紘子
女郎部屋の女将。泣き続けるはる菜へ頭から水をかけるなど辛く当たる。また、はる菜を探しに来た佐代から上条家所有の山の権利書と現金を受け取る。
熊本 - 渡部龍平
女郎部屋から来たヤクザ。女郎部屋を脱走したはる菜たちを追って上条旅館を訪れ、大五郎にはる菜を売った金を返せと迫る。
薄田 - 角田裕志
同上。

##### その他
片岡文子 - 土谷春陽
上条旅館の女中。大五郎と恋仲の関係だが、勇作とも関係を持つ。宮内と出奔するが騙されて女郎屋に売られそうになり、上条旅館に逃げ帰る。風呂場を覗く予科練生たちへわざと裸を見せつけたり、密かに体を売って金を貯めている。
一方で新潟の両親に月々仕送りする一面もある。普段は大人しいが、時にサディスティックになったり、妙に他人の本心を鋭く見抜くような鋭さも持っている。
五十嵐和男 - 山崎銀之丞
五十嵐病院院長、ちえ子の養父。病気になったはる菜を金を持っていないと知りつつ入院させて治療し、負傷除隊して部屋に引き籠っていた耕作を立ち直らせる。後に招集され軍医として出征する。
五十嵐ちえ子 - 水野絵梨奈
和男の養女。口減らしのため秋田の実家から養女に出され、若くして母を亡くした。五十嵐病院で看護婦をしていた時は、入院したはる菜と和也を親身になって心配する。養父・和男の出征後は上条旅館で働き和也に慕われる一方で、予科練生の省吾に思いを寄せる。
旅館の経営が行き詰まった大五郎への勇作の進言で女郎部屋へ売られそうになり、佐代の計らいで上条旅館を出て女子挺身隊の工場で働くよう言われる。
宮内 - 坂田利夫
上条旅館の客。競馬の騎手をしていたと語り羽振りが良い。日本は戦争に負けると叫ぶ耕作を非国民だと密告。上条家の配給票を盗み、文子を唆し一緒に上条旅館から去る。
吉岡 - 田窪一世
女衒。大五郎と手を組んではる菜を女郎部屋へと売り、はる菜の行方を知りたがる佐代に代償として肉体関係を要求する。また大五郎に鉄を集めて軍へ売る商売を持ちかける。
藤澤 - 井之上隆志
上条家の隣人。軍の配給品の横流しを特高へ知らせると大五郎を脅し、和也が米軍のスパイであると大五郎に告げる。文子の客でもある。
畠山喜一 - 平賀雅臣
和也・はる菜が最初に身を寄せた農家の住人。東京からの疎開の子供は金になると思い、和也とはる菜を納屋に住まわせる。
畠山喜代志 - 桜井聖
喜一の弟。電波を探しスマートフォンをかざす和也の姿をたびたび目撃、和也は米軍のスパイではないかと疑いを持つ。
平井 - 木村靖司
医師。兵役逃れのために醤油を飲んだ勇作を治療する。大五郎に頼まれ、はる菜が入院した東京の病院は空襲に遭ってほとんどの患者は死亡したと和也へ嘘をつく。
椎名一郎 - 鈴木翼
後の詩緒里の父。5歳とまだ幼く、上条旅館に近い所に住んでいる。
鹿野健一 - 松田賢二
和也達と同じく平成からタイムスリップしてきた男。和也たちも平成からタイムスリップしてきたことを知ると、たびたび和也の前に現れては未来から来たことを口止めする。
磁場の乱れとスマートフォンの電波から未来へ戻る方法を発見し、和也とはる菜を連れて平成へ戻るSLへ乗り込もうとした時に、米軍機の空襲が土浦北駅を襲う。普段の生活やタイムスリップした経緯は不明。

### 第2部・青春編（第26話 - 第45話）

#### 過去 （昭和27 - 28年）
（※） - 第1部より出演

##### 主要人物
青山和也（20） - 井上正大
昼は工員、夜はジャズバー・スウィングへ出演するジャズバンド・ブルータイムのピアノ奏者。空襲ではる菜と離れ離れになり、はる菜を残して一人平成へ戻るSLには乗車できず、はる菜に成りすました知佳と栄次郎と3人で一緒に暮らしている。ジャズバーに客としてやってきたはる菜に奇妙な懐かしさを覚え、妹とは気付かぬまま次第にはる菜に惹かれていく。金に困るはる菜を放っておけず足を洗っていた麻薬の密売に再び手を染めると、はる菜を庇ってちえ子に刺され入院した病院では素性を隠すために村上和也と名乗る。知佳がはる菜ではないことを知るとはる菜を探すためにコンサートの開催を目論むが、やがてはる菜が妹であることに気づいてショックを受ける。リサと名乗るはる菜の正体を知らずに恋をしてしまう。栄次郎が事故で亡くなると、残された知佳に求婚し、知佳と栄次郎の子・栄太と一緒に暮らし始めたが、結局離婚した。最終回では、ジャズバー・スウィングが祐一に放火され、重傷を負うがついにはる菜と再会。
青山（佐々倉）はる菜（17） - 有村架純
和也の妹。空襲で和也と生き別れ、和也は平成へ戻って幸せに暮らしていると信じ、ちえ子とむつみと一緒に横浜で暮らしていた。また、首の後には空襲でできた火傷の痕がある。ちえ子らと横浜から東京へ転居し、むつみに誘われたジャズバーでピアノを弾く和也と再会、和也の弾くピアノの音色に奇妙な懐かしさを感じて、兄とは気付かぬまま次第に和也に惹かれる。和也の口利きで優子の喫茶店で働き始めるも、生活費やちえ子の入院費を稼ぐためにリサの名でパンパン（娼婦）となる。和也が兄であることに気づくとショックを受け、ちえ子の担当医師・祐一からの求婚を受け入れて結婚する。やがて妊娠するが、和也からもらったお守りを祐一から守ろうとしたはずみで流産する。和也との仲を嫉妬する祐一によって監禁されてしまうが、菊江の助けを借り脱出。燃え盛るスウィングへ向かい、ついに和也と再会。「一生離れない」と誓い合う。
望月（上条、青山）知佳（17） - 逢沢りな
空襲で両親と兄を失った戦災孤児。はる菜に成りすまし、和也と栄次郎の3人で一緒に暮らしている。はる菜と同じ位置に火傷の痕がある。6年前に錦糸町のガード下ではる菜と親しくなり、はる菜のお守りを見せてもらっていた際に警察に追われて、お守りを手にしたまま逃走。3年前には街中で落としたお守りを拾う姿を偶然和也に目撃され、抱きしめられた際に「この人の妹になれば幸せになれる」と空襲による記憶喪失を装ってそのままはる菜に成りすます。密かに和也へ想いを寄せており、和也がはる菜に優しくすることに激しく嫉妬し嫌がらせをするが、ついに「自分ははる菜ではない」事実を伝えて和也への想いを告白し、家を出る。栄次郎の優しさに惹かれ結婚、妊娠する。栄次郎が事故で亡くなると、和也に求婚され再婚。長男・栄太を生むが、やがて和也のもとを去る。
倉持京子 - 仲間リサ
和也の恋人。裏社会を牛耳る有力者・宗一郎の一人娘。麻薬の密売をしていた和也を裏社会から抜け出させた。和也との交際を父から反対されている。和也からコンサート開催のための助力を頼まれるとそのための手段として和也に結婚を迫り、コンサートを断念した和也に別れを告げる。宗一郎が勧める男性との結婚が決まると、和也のバンドのコンサート開催へ助力する。五十嵐に医師を紹介し治療費を渡して、更生の手助けをする。
佐々倉祐一 - 天野浩成
佐々倉病院医師。病院の跡取りであり、母・ツタに対してはマザコンの一面を見せる。ちえ子に刺されて負傷した和也を治療する。また入水自殺を図ったちえ子を治療し、はる菜を気遣う。心臓病を患ったちえ子の治療費や生活費に困るはる菜へ求婚し、はる菜と結婚。結婚後ははる菜と和也の仲を疑ってはる菜を責め続け、はる菜が身ごもった子の父は和也ではないかと詰め寄るなど暴力的に振る舞うが、疑うなら離婚してくれというはる菜の申し出を拒否し、はる菜に執着する。ジャズバー・スウィングに放火し、和也の殺害を試みる。
五十嵐ちえ子 - 水野絵梨奈 （※）
パンパン（娼婦）。戦後はリリィの名でパンパンをしてはる菜とむつみを養っていた。戦死した省吾のことを想い続け、省吾によく似た横浜の有名会社の婿養子と交際するも妊娠を告げると捨てられ、妊娠中絶による鬱状態から自殺未遂を起こし入院治療することに。後に佐代が入院していた日比谷の病院へ転院するも病院を抜け出し、恋をして幸せそうなはる菜に憎悪を抱き、はる菜を包丁で刺そうと試みる。はる菜を庇って負傷した男がはる菜の実兄・和也であることに気づくと、真実を知った時にはる菜が深く傷つくよう、今度ははる菜がより深く恋に落ちるようにと仕向ける。復員した養父・和男に脅迫された交際相手から別れの手紙を受け取ると、再び入水自殺を図る。回復するも新たに心臓病が発覚、やがて生まれ故郷へ戻ることを決意する。
上条栄次郎 - 佐野和真
昼は工事現場の作業員、夜はジャズバンド・ブルータイムのサックス奏者。母の佐代と共に空襲で生き残り、和也とはる菜に成りすました知佳の3人で一緒に暮らしている。和也が未来から来た事実を知っている。知佳に好意を抱き、和也と知佳の仲の良さに嫉妬する。和也に正体を告白して家を出た知佳と結婚するが、間もなく仕事先の工場現場で崩れた足場の下敷きになって負傷、知佳と生まれてくる子供を和也に託すと息を引き取った。
佐伯優子 - 村井美樹
名曲喫茶ウィーンのママ。元パンパンであり、街のパンパン達からも一目置かれる存在。和也が戦死したかつての恋人に似ていることから和也の相談相手として力になり、和也に頼まれ店ではる菜を雇う。
佐々倉ツタ - 山下容莉枝
祐一の母。祐一とはる菜の結婚に反対し、はる菜に辛く当たる。結婚にあたり、和也との縁を切るように要求する。結婚後は、はる菜になかなか子どもができないことを責め続ける。はる菜がかつてパンパンだったことをネタに五十嵐からゆすられると、祐一にはる菜と離婚するよう迫る。
五十嵐和男 - 山崎銀之丞（※）
ちえ子の養父。軍医として出征していた戦地からようやく1か月前に復員するも、戦地での負傷により右腕に障害が残る。茨城へ戻るものの病院も知り合いの姿もなくなっており、ちえ子を頼って訪れた横浜で、ちえ子を妊娠させた男を脅迫して金を受け取る。はる菜がパンパンをしていた過去を持ち出し、ツタをゆすり金を手に入れるが、京子から腕の治療費と医師の紹介を受けて更生を図る。
上条佐代 - 高岡早紀 （※）
息子の栄次郎とともに空襲で生き残り、戦後は病気のため浅草の親類のもとに身を寄せている。栄次郎に呼び寄せられて和也たちと暮らすことになるが、間もなく喀血して入院。はる菜に成りすました知佳の正体を見抜くが、それは秘密にすると知佳に告げて息を引き取った。

##### その他
むつみ（16）- 石丸椎菜
空襲を生き延び、戦後ははる菜とちえ子の3人で一緒に暮らしている。和也がピアノを弾くジャズバーへはる菜を誘い、はる菜が和也に出会うきっかけを作る。ちえ子の悲恋を嘆いており、自分は恋愛をしないと誓っている。子守をして生活を助けたが、やがてはる菜が結婚するとはる菜に代わって名曲喫茶ウィーンで働く。
田川菊江 - 伊藤麻実子 （※）
はる菜とむつみとともに空襲を生き延び、戦後ははる菜とむつみをちえ子に任せてしばらく離れて暮らしていたが、ある日東京のはる菜たちのアパートにひょっこり顔を出し4人で暮らし始める。傷つくはる菜のことを明るく元気づけ慰め、政子たちのパンパングループに襲われたはる菜を庇いリンチを受ける。アパートに転がりこみ、ちえ子の交際相手を恐喝した五十嵐を叱り飛ばす。はる菜が結婚すると、はる菜の願い出で佐々倉病院の職員として働きはじめる。
倉持宗一郎 - 須永慶
京子の父親。有楽町界隈を牛耳っている裏社会の実力者。偽の麻薬の密売でヤクザに襲われ監禁された和也を助けてほしいと懇願する京子に、助ける条件として和也と別れるように告げる。はる菜を探すためコンサート開催の許可を求める和也に、京子への気持ちが本気かどうか確かめるためにコンサート開催の条件として京子との結婚を求める。
望月（青山）栄太
栄次郎と知佳の子。栄次郎の死後、妊娠中だった知佳が和也と再婚した後に出産、和也と知佳の子供として二人に育てられる。
ヤスシ - 大沼遼平
ジャズバンド・ブルータイムのドラム奏者。大阪弁を使う。
ヒロト - 金井史更
ジャズバンド・ブルータイムのウッドベース奏者。
るり子 - 小野美輝
パンパン。ちえ子が横浜でパンパンをしていた頃の知り合い、和也が襲われるたびに優子に告げにくる。
政子 - おおたにまいこ
有楽町の街のパンパンたちを仕切る、通称「らく町のお政」。パンパンになりたいというはる菜を冷たくあしらう。はる菜に駐留軍の米兵を客として斡旋すると、今度はパンパンとなったはる菜が一般女性のように和也と親しくすることを激しく責める。実は和也のことを憎からず思っている。
やすこ - 櫂作真帆
パンパン。政子の子分。
やすこの友人 - 田辺ひかり
パンパン。政子の子分。
ジャズバーの火事を見に来た野次馬 - 升毅、崎本大海、土谷春陽
45話（最終話）のみ、友情出演。

#### 現代（平成24年）
タイトルバック及び最終話のみ登場
青山和也（80） - 宇津井健（特別出演）
妹のはる菜と共に牧場を営み暮らしている。
青山はる菜（77） - 由紀さおり（特別出演）
兄の和也と共に牧場を営み暮らしている。

## スタッフ
- 企画：西本淳一（東海テレビ）
- 脚本：樫田正剛[3]（第1部）、武田有起（第2部）
- 広報：胡桃千春（東海テレビ）、山本章子（東海テレビ）
- 演出：松田秀知、小山田雅和、植田泰史、朝比奈陽子
- プロデューサー：服部宣之、後藤勝利
- 音楽：森英治
- 音楽指導：本多数浩
- 特別撮影協力：新横浜ラーメン博物館
- 撮影協力：大井川鉄道、館林市教育委員会文化振興課、三茶三番街
- 制作：東海テレビ
- 制作著作：共同テレビ

## テーマ曲
- メインテーマ：牛田智大「未来へつなぐ空」（作曲・プロデュース：S.E.N.S.）
  - 牛田は昼ドラ史上最年少でのメインテーマ起用となる[4]。
- 主題歌：由紀さおり&ピンク・マルティーニ(en)「夜明けのスキャット」
- エンディングテーマ：由紀さおり&ピンク・マルティーニ「さらば夏の日」
- 劇中曲：「世界に一つだけの花」（作曲：槇原敬之）